# Marc Fumaroli
Marc Fumaroli, född 10 juni 1932 i Marseille, död 24 juni 2020 i Paris, var en fransk historiker och essäist. Han var ledamot av Franska akademien (stol 6) sedan 1995, och av Académie des inscriptions et belles-lettres sedan 1998.
Efter studier vid bland annat universitetet i Aix-en-Provence och vid Sorbonne, tog han 1958 agrégation i klassisk litteratur. Han doktorerade 1976 vid Sorbonne, och efterträdde där Raymond Picard som professor. 1986 blev han professor vid Collège de France och gav lärostolen namnet "Retorik och samhälle i Europa mellan sextonde och sjuttonde århundradena". Han har dessutom varit gästprofessor vid All Souls College, Oxford University, gästande fellow vid Institute for Advanced Study vid Princeton University, samt deltagit i flera internationella konferenser, bland annat i Italien. Han är korresponderande medlem av British academy, ledamot av American Academy of Sciences, Letters and Arts, medlem av American Philosophical Society i Philadelphie, och medlem av Accademia dei Lincei. Han har därtill erhållit flera priser och hedersdoktorat.
I sin forskning har Fumaroli återkommit till dels franska litteraturens stora namn som Jean de La Fontaine och Michel de Montaigne, dels förhållandet mellan kultur och politik, retorik och historia, språk och diplomati.
1995 efterträdde han Eugène Ionesco i Franska akademien.